# Île Saint-Symphorien
L'île Saint-Symphorien est une île fluviale française située sur la Moselle, un affluent du Rhin. Elle est partagée entre les communes de Longeville-lès-Metz et Montigny-lès-Metz.

## Géographie
Il s'agit d'une île fluviale située sur la Moselle, dans la banlieue de Metz. La partie nord de l'île est située sur le ban communal de Longeville-lès-Metz et la partie sud appartient à la commune de Montigny-lès-Metz. La forme actuelle de l’île Saint-Symphorien date du XVIIIe siècle, quand deux îles séparées par un bras de la rivière ont été réunies.

## Infrastructures
Sur le ban communal de Longeville-lès-Metz se trouvent une église (église Saint-Symphorien) et le stade Saint-Symphorien, utilisé par le FC Metz. On y trouve également le complexe Saint-Symphorien. 

Église Saint-Symphorien.
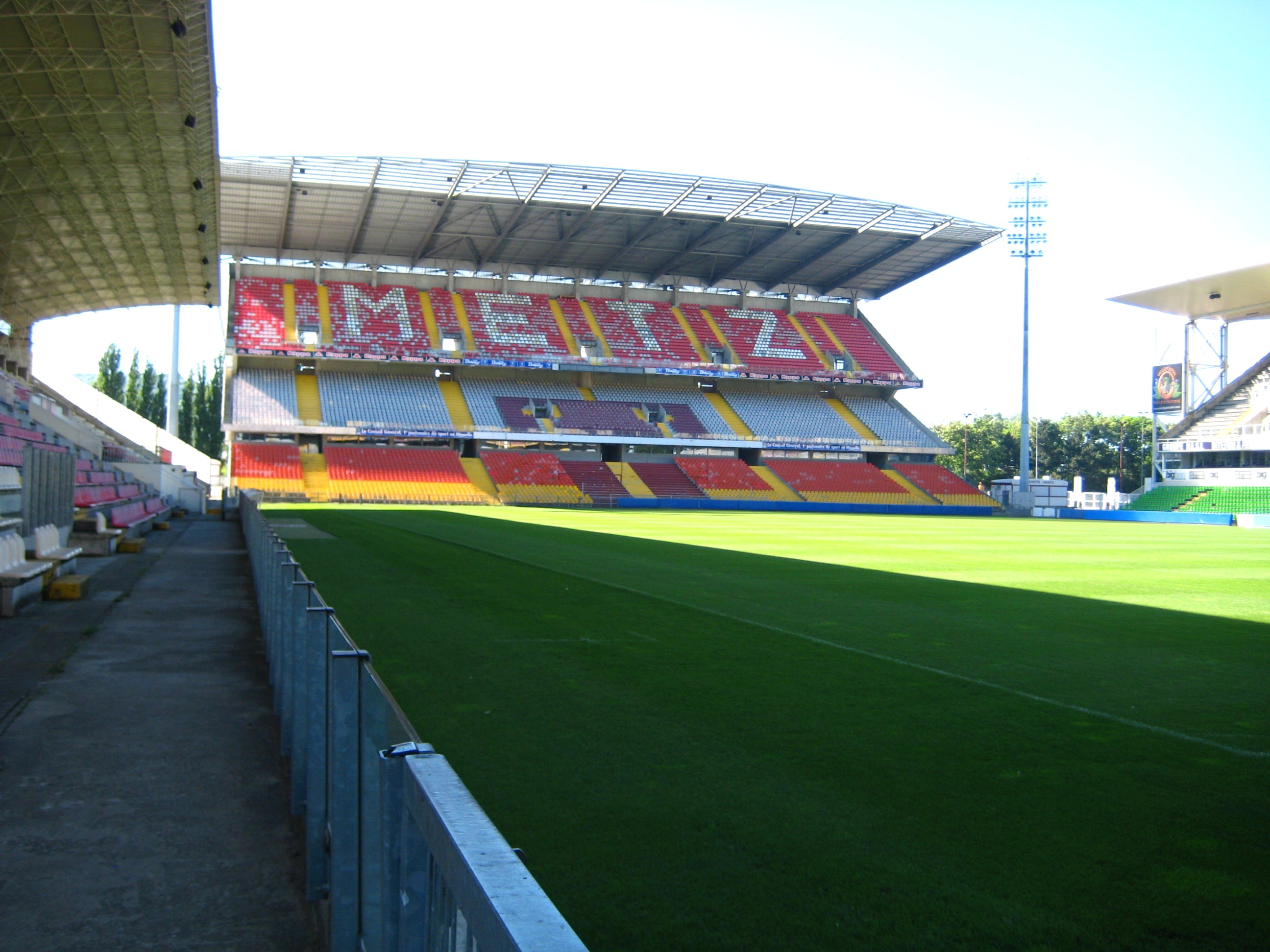
Tribune ouest du stade Saint-Symphorien.